# ANKA (Synchrotronstrahlungslabor)
Die Angströmquelle Karlsruhe oder kurz ANKA ist ein Elektronen-Synchrotron im Karlsruher Institut für Technologie (KIT), das als Synchrotronstrahlungsquelle dient. ANKA gehört mit dem KIT zur Helmholtz-Gemeinschaft Deutscher Forschungszentren.
Der Namensteil „Angström“ weist auf die alte Längenheit gleichen Namens hin (1 Angström = 0,1 Nanometer), die z. T. noch heute für Wellenlängen im Bereich der Röntgen- und Synchrotronstrahlung verwendet wird.

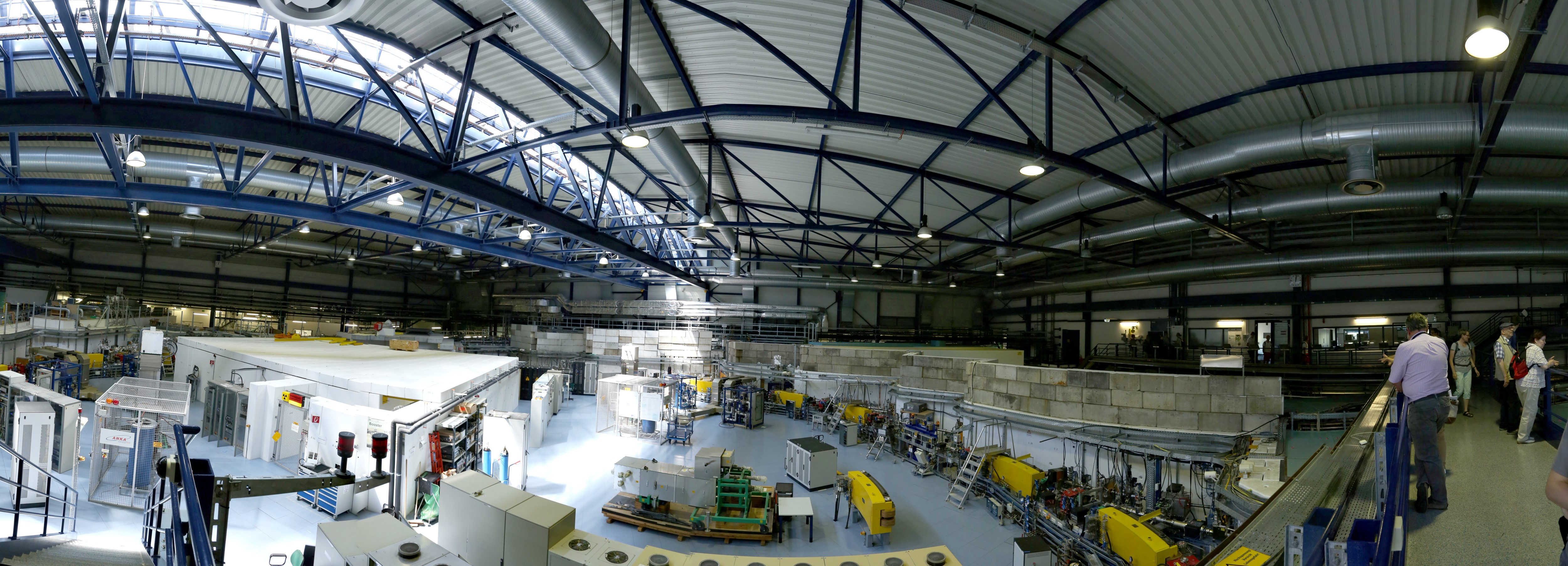
Panorama des ANKA Speicherrings

## Geschichte
Nach der Bauentscheidung 1997 im damaligen Forschungszentrum Karlsruhe konnten schon 1999 die ersten Elektronen in den Speicherring eingespeist werden. Im März 2003 begann der Betrieb für interne und externe Nutzer mit insgesamt sieben Beamlines (Strahlrohren). Seitdem erfolgen laufend Verbesserungen. Diese Ausbaumaßnahmen betreffen sowohl zusätzliche Beamlines (im Jahr 2013 fünfzehn in Betrieb, drei im Bau und weitere geplant), das ANKA-Nutzerhaus zur Unterbringung externer Wissenschaftler, die eingesetzten und zum Teil an ANKA mitentwickelten Wiggler und Undulatoren sowie weitere Infrastrukturmaßnahmen.
Im Sommer 2015 gab der Senat des KIT die Entscheidung bekannt, ANKA künftig nicht mehr externen Nutzern verfügbar zu machen und nur noch für Eigenforschung von KIT-Mitarbeitern innerhalb der Helmholtz-Programme zu betreiben. Als Grund wurden Finanzierungsprobleme genannt.

## Technik
Der Speicherring von 110,4 m Umfang speichert Elektronen bei einer Energie von 2,5 GeV. Dafür werden die in einer Triode erzeugten Elektronen (90 keV) durch ein Rennbahnmikrotron auf 53 MeV und danach durch ein „Booster“-Synchrotron auf 500 MeV vorbeschleunigt. Im Speicherring herrscht ein Ultrahochvakuum von 10−9 mbar. Dort wird eine Strahl-Stromstärke von 200 mA angesammelt und durch weitere Beschleunigung auf die Arbeitsenergie gebracht. Innerhalb 16 Stunden fällt der Strahlstrom dann auf 150 mA ab, wird jedoch in der Regel zweimal am Tag „aufgefrischt“.
Die Synchrotronstrahlung entsteht bei der Ablenkung in den 16 Magneten, die die Elektronen auf der Ringbahn halten, und außerdem in speziellen Dipol-Magnetanordnungen mit abwechselnder Feldrichtung, den Wigglern und Undulatoren, die die Elektronen in einer Sinuskurven-ähnlichen Bahn ablenken.
Eine Besonderheit im Aufbau von ANKA ist der supraleitende SCU15-Undulator, der wie sein Vorgänger SCU14 bei ANKA mitentwickelt wurde. Die Vorteile eines solchen Undulators sind deutlich verbesserte Brillanz der erzeugten Strahlung und ein variables Lichtspektrum, das ohne viel Aufwand angepasst werden kann.

## Vorteile von Synchrotronstrahlung
Im Vergleich zu konventionellen Quellen elektromagnetischer Strahlung liefern Synchrotronstrahlungsquellen eine sehr viel höhere spektrale Bandbreite und Intensität. Die Strahlung umfasst einen kontinuierlichen Bereich im elektromagnetischen Spektrum von harter Röntgenstrahlung über Ultraviolett, sichtbares Licht und Infrarot bis zur Terahertzstrahlung. Mit Monochromatoren kann man bestimmte Wellenlängen herausfiltern. Da die Elektronen in Form von Paketen im Ring gespeichert sind, tritt die Synchrotronstrahlung gepulst auf. Dadurch sind dynamische Prozesse bis in den Nanosekundenbereich aufgelöst erfassbar. Die Strahlung ist schon in ihrer Entstehung (linear oder zirkular) polarisiert und bietet damit eine für viele Anwendungen unentbehrliche Voraussetzung.

## Vorhandene und geplante Beamlines (Strahlrohre) und ihre Anwendungen

### Bildgebende Untersuchungsverfahren
IMAGENutzung der Röntgenstrahlung für bildgebende Verfahren im 2D- und 3D-Bereich sowohl statisch, als auch dynamisch – ist noch im Aufbau
MPI-MFKoordiniert vom Max-Planck-Institut für Intelligente Systeme, spezialisiert auf In-situ-Analysen von Grenzflächen und dünnen Filmen
NANOBeamline in Endstadium des Aufbaues für hochauflösende In-situ-Röntgenbeugungsuntersuchungen
PDIFFAnalyse mittels des Debye-Scherrer-Verfahren (Untersuchung und Identifikation von kristallinen Substanzen in Pulverform)
SCDAnalyse der Röntgen-Beugung an Einkristallen
TOPO-TOMOStandort für Topographie, Mikroradiographie und Mikrotomographie mit Weiß- und Röntgenlicht

### Spektroskopie
FLUORöntgenfluoreszenzspektroskopie, zerstörungsfreie, qualitative und quantitative Bestimmung der elementaren Zusammensetzung einer Probe
INEGebaut und betreut vom Institut für Nukleare Entsorgung im KIT für die Actinoiden-Forschung
IR1Infrarotspektroskopie und Infrarot-Ellipsometrie bis in den Bereich der Terahertzstrahlung
IR2Infrarotspektroskopie und Infrarotmikroskopie bis in den Bereich der Terahertzstrahlung
SUL-XAbsorptions-, Fluoreszenz- und Beugungsanalyse als Teil des Synchrotron-Umwelt-Labores
UV-CD12Wird vom Institut für biologische Grenzflächen am KIT betrieben. UV-Circulardichroismus-Spektroskopie (Strukturanalyse von biologischen Substanzen)
WERAWeichröntgen-Analytik-Anlage unter Organisation des Institutes für Festkörperphysik im KIT
XASRöntgenabsorptionsspektroskopie, XANES (chemische Zusammensetzung einer Probe) und EXAFS (Art, Anzahl und Entfernung von Nachbaratomen auch in nicht-kristalliner Form)

### Mikrofabrikation
LIGA I, II, IIIRöntgentiefenlithografie, die nach dem im KIT entwickelten LIGA-Verfahren arbeitet. Die drei Beamlines unterscheiden sich in der zur Verfügung stehenden Energiestärke.

## Organisation
Die Synchrotronforschung am KIT gliedert sich in drei Bereiche:
- Das ANKA-Synchrotron mit den dazugehörigen Beamlines wurde 2016 im Rahmen einer Umstrukturierung in das KIT-Institut für Beschleunigerphysik und Technologie (IBPT) überführt. Der Beschleuniger selbst dient seitdem als Beschleunigertestanlage und trägt inzwischen den Namen Karlsruhe Research Accelerator (KARA)[3].
- Die ehemals unabhängige Dienstleistungseinheit ANKA Commercial Services (ANKA-CoS), die kommerziellen Kunden aus Industrie und Forschung die Nutzung ermöglicht, wurde 2016 ins IBPT integriert.
- Das ehemalige Institut für Synchrotronstrahlung (ISS), das seit der Errichtung von ANKA mit dem Betrieb und der Weiterentwicklung der Synchrotronstrahlungsquelle beauftragt war, wurde 2012 in das neue Institut für Photonenforschung und Synchrotronstrahlung (IPS) überführt. Das IPS forscht nach wie vor intensiv an der Anlage, ist aber nunmehr institutionell von ihr unabhängig.

## Zugang zur Nutzung

### Wissenschaftliche Nutzer
Neben internen Nutzern und Forschern, die an der Weiterentwicklung des Synchrotrons und einzelner Komponenten (Undulatoren etc.) beteiligt sind, konnten externe Nutzer die Strahlung von ANKA für wissenschaftliche Projekte einsetzen. Im Sommer 2015 gab der Senat des KIT die Entscheidung bekannt, ANKA aus Kostengründen künftig nicht mehr externen Nutzern verfügbar zu machen und nur noch für KIT-eigene Forschung innerhalb der Helmholtz-Programme zu betreiben. Eine Nutzung ist weiterhin im Rahmen von Kooperationen mit Mitarbeitern möglich, die an ANKA arbeiten.

### Kommerzielle Nutzer
Kommerzielle Nutzung der ANKA-Beamlines sowie industrielle Verwertung und Lizenzierung der an ANKA entwickelten Technologien erfolgte über die Dienstleistungseinheit ANKA Commercial Services (ANKA-CoS) und nun direkt über das IBPT. Der Zugang zur Strahlzeit erfolgt ohne Peer-Review-Verfahren und ist kurzfristig über eine Abstimmung mit dem jeweils zuständigen Beamline-Wissenschaftler möglich. Im Gegensatz zur wissenschaftlichen Nutzung, deren Ergebnisse veröffentlicht werden müssen, können die Ergebnisse der kommerziellen Nutzung vertraulich bleiben.